# Nikolaj Kruglov
Nikolaj Nikolajevitj Kruglov (ryska: Никола́й Никола́евич Кругло́в), född 8 april 1981, är en rysk skidskytt. Han är son till Nikolaj Konstantinovitj Kruglov som också var skidskytt.
Kruglov har tävlat i världscupen sedan säsongen 2001/2002 och vunnit tre världsucpstävlingar. Hans stora meriter kommer från mästerskap där han varit med i ryska stafettlag som vunnit guld och silver. Individuellt är två fjärdeplatser från VM 2005 i såväl jakt- som masstart de bästa placeringarna.